# Nüdlingen
Nüdlingen es un municipio alemán, ubicado en el distrito de Bad Kissingen, en la región administrativa de Baja Franconia, en el Estado federado de Baviera. 

## Historia
Nüdlingen fue mencionado por primera vez en 772 en los registros del monasterio de Fulda. 
Con la secularización del gobierno en 1803, el territorio del actual municipio pasó a formar parte de Baviera. Por el Tratado de Presburgo en 1805, las tierras del obispo de Wurzburgo fueron otorgadas a Fernando III de Toscana, quien recibió el título de Gran Duque de Wurzburgo, un nuevo Estado, como recompensa por su apoyo a Napoleón. Tras la derrota de Napoleón, las tierras pasaron a formar parte de forma definitiva de Baviera en 1814.